# К'оріанка Кілчер
К'оріанка Вайра Кояна Кілчер (англ. Q'orianka Waira Qoiana Kilcher, нар. 11 лютого, 1990, Швайгматт, Німеччина) — американська акторка.

## Життєпис
Її батько — уродженець Перу, належить до народу кечуа. «К'оріанка» з мови кечуа перекладається як «Золотий Орел». Мати Саскія Кілчер швейцарського походження, народилася на Алясці, а облаштувалася в Швейцарії. Дідусь по матері К'оріанки — відомий у США альпініст Рей «Пірат» Генет, а відома американська співачка Джуел Кілчер — її двоюрідна сестра.
Коли Кілчер було 2 роки, її батьки переїхали до Гонолулу, Гаваї, тоді й народився її молодший брат Кайноа. Рідна мова К'оріанки Кілчер — іспанська, також володіє англійською, трохи німецькою і алгонкінською мовами.

## Інцидент з наручниками
2010 року К'оріанку затримано біля Білого дому у Вашингтоні. За інформацією поліцейських, у вівторок, 1 червня 2010 року, Кілчер прикувала себе наручниками до огорожі, а її 40-річна мати хлюпнула на неї чорною фарбою. Так акторка протестувала проти візиту президента Перу Алана Гарсії до США, після збройних сутичок між правоохоронними органами Перу й амазонськими індіанцями, в ході яких загинуло кілька десятків осіб. К'оріанку звинувачено в порушенні громадського порядку, а її матір — у псуванні державного майна.

## Фільмографія
| Рік  |    | Українська назва        | Оригінальна назва              | Роль                  |
| ---- | -- | ----------------------- | ------------------------------ | --------------------- |
| 2000 | ф  | Як Ґрінч украв Різдво   | How the Grinch Stole Christmas | учасниця хору         |
| 2002 | с  | —                       | Madison Heights                | Марія Бетанкур        |
| 2005 | ф  | Новий Світ              | The New World                  | Покахонтас            |
| 2009 | ф  | Принцеса Каюлані        | Princess Ka’iulani             | принцеса Каюлані      |
| 2010 | с  | Сини анархії            | Sons of Anarchy                | Керріенн Телфорд      |
| 2011 | ф  | —                       | Shouting Secrets               | Пінті                 |
| 2011 | с  | Неверленд               | Neverland                      | Айя                   |
| 2012 | тф | Світло від вогню        | Firelight                      | Керолайн              |
| 2012 | с  | Убивство                | The Killing                    | Мері / Мейд           |
| 2012 | с  | Лонгмаєр                | Longmire                       | Аяша Раундстоун       |
| 2013 | ф  | Влада переконань        | The Power of Few               | Алекса                |
| 2013 | кф | —                       | Running Deer                   | Райен                 |
| 2013 | ф  | Визволення              | Blaze You Out                  | Демі                  |
| 2013 | с  | Хлопці з дня народження | The Birthday Boys              | гарна місцева дівчина |
| 2015 | кф | —                       | Winter Light                   | Гретчен               |
| 2015 | с  | —                       | The Life                       | Лора Мендоза          |
| 2015 | ф  | Небо                    | Sky                            | Міссі                 |
| 2015 | ф  | —                       | Ben & Ara                      | Габріелль             |
| 2015 | ф  | Неприродний             | Unnatural                      | Лілі                  |
| 2015 | кф | —                       | The Last Date                  | Габріела Гонзалес     |
| 2016 | ф  | Те Ата                  | Te Ata                         | Те Ата                |
| 2017 | кф | —                       | The Good Time Girls            | Міра                  |
| 2017 | ф  | Сховище                 | The Vault                      | Сьюзан Кромвелл       |
| 2017 | ф  | Вороги                  | Hostiles                       | Жінка-Олень           |
| 2018 | с  | Алієніст                | The Alienist                   | Мері Палмер           |
| 2019 | с  | П'яна історія           | Drunk History                  | Ланада Мінс           |
| 2019 | ф  | Дора і загублене місто  | Dora and the Lost City of Gold | принцеса інків        |
| 2019 | ф  | Барва з позамежжя світу | Color Out of Space             | мер Тума              |
| 2020 | кф | —                       | Guardians of Life              | хірург                |
| 2020 | с  | Єллоустоун              | Yellowstone                    | Анджела Блю Тандер    |
| 2022 | ф  | Пес                     | Dog                            | Нікі                  |
| 2024 | ф  | Життя Чака              | The Life of Chuck              | Джіні Крантц          |

## Нагороди та номінації
- Нагорода латиноамериканських медіа-мистецтв у номінації краща жіноча роль у фільмі «Новий світ».
- Нагорода Національної ради кінокритиків США за неперевершену ефектність у фільмі «Новий світ».